# Vitanas
Vitanas GmbH & Co. KGaA ist ein privater Pflegeheimbetreiber mit Sitz in Berlin.

## Geschichte
Das Unternehmen wurde 1969 auf Anregung des ehemaligen Regierenden Bürgermeisters von Berlin, Pfarrer Heinrich Albertz, gegründet. Im September 2006 wurde Vitanas von der Zehnacker-Gruppe übernommen. Im Januar 2007 erfolgte die Übernahme einer 50 %-Beteiligung an den zwölf städtischen Pflegeheimen Hamburgs (Pflegen und Wohnen Hamburg GmbH) in einem Joint Venture. Im Rahmen des Verkaufs von Zehnacker an den französischen Sodexo-Konzern wurde Vitanas im Dezember 2008 aus dem Zehnacker-Konzern herausgelöst und von dessen damaligen Hauptgesellschaftern, der Familie Burkart, erworben. Am 14. August 2017 gab der bisherige Geschäftsführer Nikolai P. Burkart den Verkauf der Vitanas Holding als auch der Pflege und Wohnen Hamburg GmbH an Oaktree Capital bekannt.

## Dienstleistungen
Vitanas bietet ambulante sowie stationäre Pflege und Betreuung von Senioren, Betreuung von Menschen mit geistigen Behinderungen bzw. psychischen Erkrankungen, Behandlung von geriatrisch Erkrankten sowie Ausbildung von Pflegepersonal an.

## Unternehmenskennzahlen
Vitanas beschäftigte in 12/2023 insgesamt 4.400 Mitarbeiter. Das Angebot umfasste 5.544 Plätze (5.262 Pflege, 105 Klinik, 177 Eingliederung). Der Umsatz für 2022 betrug 240 Mio. € (vorl.)
Geschäftsführer sind Dr. Thomas Schmidt (Vorsitz), Silke Erdle und Nicol Wittkamp. Aufsichtsratsvorsitzender ist Hermann Dambach.

## Standorte
Das Unternehmen betreibt 40 Pflegeheime (Vitanas Senioren Centren), davon 9 in Berlin und 31 weitere in Bautzen, Brunsbüttel, Dresden, Gießen, Glückstadt, Halberstadt, Hannoversch Münden, Hildesheim, Höchstadt a. d. Aisch, Ludwigshafen am Rhein, Lütjenburg, Magdeburg, Miesbach, München, Neubrandenburg, Nürnberg (2), Offenbach am Main, Plön, Potsdam, Riesa, Schwerin (2), Ueckermünde, Uehlfeld, Wankendorf, Wiesbaden.